# ボールズ・マホーニー
ボールズ・マホーニー（Balls Mahoney、1972年4月11日 - 2016年4月12日）は、アメリカ合衆国のプロレスラー。
本名、ジョナサン・レクナー（Jonathan Rechner）、ニュージャージー州スプリング・レイク・ハイツ出身。

## 来歴
ラリー・シャープのモンスター・ファクトリーでトレーニングを積み、1987年にアブダー・シン（Abbudah Singh）のリングネームでカルガリーのスタンピード・レスリングにてデビュー。
1992年、本名であるジョン・レクナー（John Rechner）名義でWWFに出場。マーティ・ジャネッティ、パパ・シャンゴ、バージル、ナスティ・ボーイズなどのジョバーを務めた。
1994年よりジム・コルネットが主宰していたテネシー州ノックスビルのスモーキー・マウンテン・レスリングに参戦。タミー・リン・シッチをマネージャーに、ブー・ブラッドリー（Boo Bradley）のリングネームで活動。同年9月5日、ランス・ストームからTV王座を奪取した。1995年には悪のサンタクロース、ザンタ・クロース（Xanta Klaus）としてWWFに短期間出場。マネージャーはテッド・デビアスが担当していた。
1997年よりECWに登場し、AC/DCの曲『ビッグ・ボールズ』をエントランス・ミュージックに使用してリングネームをボールズ・マホーニー（Balls Mahoney）へと改名。アクセル・ロッテンと組んでババ・レイ&ディーボンのダッドリー・ボーイズと抗争し、田中将斗やスパイク・ダッドリーをパートナーにECW世界タッグ王座を通算3回獲得した。2000年2月にはFMWの興行に初来日している。
2001年、ECW崩壊後はインディー団体を転戦。UXW（USA Xtreme Wrestling）では2002年から2004年にかけて、バンバン・ビガロ、サブゥー、アル・スノーらを相手にUXWヘビー級王座を争った。
2006年6月、トミー・ドリーマー、サンドマン、ロブ・ヴァン・ダム、サブゥーのECWオリジナルメンバーと共にWWEの『RAW』に登場。以降、WWEの第3ブランドとして復活した『ECW』にて、ECWオリジナルズの一員として活動した。また、同時期、ストリップ・ポーカーズのホストなども務めた。
2008年4月28日にWWEをリリースされてからは再びインディー団体を転戦。2010年10月にアクセル・ロッテンと再度チームを組み、地元ニュージャージーのJAPWに参戦している。2011年3月5日にはFTW（Fight The World Wrestling）のニューヨークでの興行にてホミサイドとのタッグで出場した。2012年6月29日、Extreme Risingにてブルー・ミーニーとのタッグチーム、チーム・ブルーボールズ（Team Blue Balls）を結成してFBI（リトル・グイドー&トニー・ママルーク）と対戦するが敗退。翌30日にはCWアンダーソンとシングルマッチを行い勝利している。
2013年3月2日、ECWのオマージュ団体であるカナダのHRT（Hardcore Roadtrip）に登場。オンタリオ州ロンドンで行われたイベント "HRT Born 2B Wired" にて、ピットブルことゲーリー・ウルフをパートナーにピットボールズ（PitBalls）なるタッグチームを結成し、FBI（リトル・グイドー&ビッグ・ヴィトー）と対戦した。2014年10月18日、プエルトリコのWWL（World Wrestling League）に参戦。バヤモンで行われたイベント "Insurrection" にて、サブゥーと初代WWLエクストリモ王座を懸けて対戦するが敗戦した。
2016年4月12日、誕生日の翌日に自宅で意識不明の所を妻に発見され、病院で死亡が確認された。その後、マホーニーの死因は心臓発作であったことが明らかとなる。

## 獲得タイトル
ECW
- ECW世界タッグ王座：3回（w / 田中将斗、スパイク・ダッドリー×2）[5]

SMW
- SMWビート・ザ・チャンプTV王座：1回[4]

IWA
- IWAハードコア王座：1回

UXW
- UXWヘビー級王座：3回